# Ciro in Babilonia

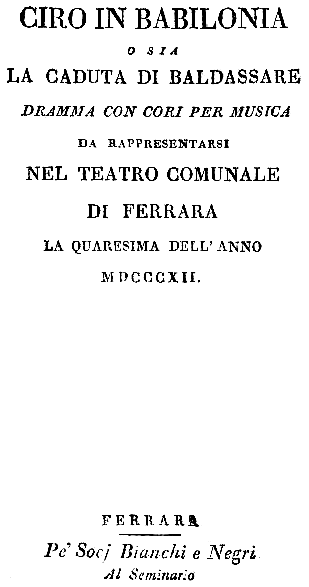
Librettots titelsida, Ferrara 1812.

Ciro in Babilonia, ossia La caduta di Baldassare (Kyros i Babylonien, eller Belsassars fall) är en opera (dramma con cori per musica) i två akter med musik av Gioacchino Rossini och libretto av Francesco Aventi.

## Historia
Under påskfastan var många italienska teatrar stängda, medan andra endast uppförde verk med bibliska teman. Rossini komponerade två operor till fastan, varav Ciro in Babilonia var den ena och Moses i Egypten den andra. Librettot skrevs av operachefen greve Francesco Avento och Rossini komponerade musiken på två månader. Premiären var den 14 mars 1812 på Teatro Communale i Ferrara. Publiken mottog verket väl men Rossini själv skulle flera decennier senare betrakta det som ett fiasko.

## Personer
- Baldassare (Belsassar), kung av Assyrien (tenor)
- Ciro (Kyros II), kung av Persien (kontraalt)
- Amira, Ciros hustru, fånge hos Baldassare (sopran)
- Argene, Amiras förtrogna (mezzosopran)
- Zambri, en babylonisk prins (bas)
- Arbace, kapten i Baldassares armé (tenor)
- Daniello (Daniel), profet (bas)

## Handling
Kung Baldassare åtrå sin motståndares, Ciro av Persien, hustru som han har fången. Då hennes man försöker befria henne grips även han, men under den fest där Baldassare förbereder sitt bröllop med Ciros hustru skriver en hand med eldskrift på väggen ett budskap som profeten Daniello tolkar som tecken på gudarnas vrede. Den kan mildras endast genom att de persiska fångarna offras. I sista minuten segrar emellertid perserna över babylonierna och räddar därmed Ciro, som utropas till ny kung av Babylonien.

## Musiken
Orkestern består av:
- Träblås: två flöjter (även piccolaflöjt), två oboer, två klarinetter, två fagotter
- Bleckblås: två valthorn, två trumpeter, trombon
- Pukor
- Stråkar

Operan består av följande nummer:
- Sinfonia (ouvertyr)

Akt I
- 1 Inledning "Di Babilonia i popoli" (Kör, Zambri)
- 2 Duett "T'arrendi, alfin dipende" (Baldassare, Amira)
- 3 Kör och cavatina "Veh come pallido – Ciro infelice!" (Ciro)
- 4 Aria "Avrai tu pur vendetta" (Arbace)
- 5 Aria "Vorrei veder lo sposo" (Amira)
- 6 Final "Guardie, olà!" (Baldassare, Zambri, Ciro, Amira, kör)

Akt II
- 7 Inledning "Sì bell'alma soccorrete" (Kör)
- 8 Scen, duett och terzett "Nello stringerti al mio petto" (Ciro, Amira, Baldassare)
- 9 Kör "Intorno fumino"
- 10 Recitativ, temporale och scen "Daniello io son" (Daniello)
- 11 Cavatina med kör "Misero me, che intesi!" (Baldassare)
- 12 Aria "Deh, per me non v'affliggete" (Amira)
- 13 Aria "Chi disprezza gl'infelici" (Argene)
- 14 Kör, scen med aria "T'abbraccio, ti stringo" (Ciro, kör)
- 15 Final "Al vincitor Clemente" (Kör, Ciro, Amira, Zambri)

I andra akten återfinns arian "Chi disprezza gl'infelici", en så kallad subrettaria som sjöngs av operans andra primadonna, då publiken oftast gick ut för att förfriska sig. Rossini tillät sig att skämta med sångerskan Anna Savinelli. Hon kunde bara sjunga en enda ton och Rossini skrev då en aria där hon inga andra toner sjöng än denna. Sångerskan blev överlycklig och inhöstade många applåder. Senare reviderade Rossini arian och skrev om den med flera toner. Som ouvertyr återanvände Rossini densamme från L'inganno felice. I finalen till akt II använde han material från Demetrio e Polibio. 1815 skulle han använda musik från Ciro in Babilonia i orkesterförspelet till fängelsescenen i akt II av Elisabetta, regina d'Inghilterra. Även Amalteas aria "La pace mia smarrita" från Moses i Egypten (1818) härrör härifrån.